# Edegem
Edegem – miejscowość i gmina (gemeente) w Belgii, w Regionie Flamandzkim, w prowincji Antwerpia, w okręgu Antwerpia. 1 stycznia 2024 roku liczyła 23 009 mieszkańców.

## Osoby

### urodzone w Edegem
- Ilse Heylen, belgijska judoczka, brązowa medalistka olimpijska z Aten.

## Współpraca
Miejscowość partnerska:
- San Jerónimo, Peru